# إتيان مورو
إتيان مورو (بالفرنسية: Étienne Moreau-Nélaton) (و. 1859 – 1927 م) هو جامع تحف، ومصمم ملصقات ‏، ومؤرخ الفن، ورسام، ومصمم مطبوعات، وكاتب، ومصور فرنسي، ولد في باريس، كان عضوًا في أكاديمية الفنون الجميلة (منذ 1925)، توفي في باريس، عن عمر يناهز 68 عاماً.

## مناصب
تولى منصب أمين سر، Société Nationale des Beaux-Arts ‏
- نائب رئيس، جمعية أصدقاء اللوفر  [لغات أخرى]‏

.

## التعليم
تعلم في مدرسة كوندرست، وتعلم في مدرسة الأساتذة العليا
.

## معرض صور

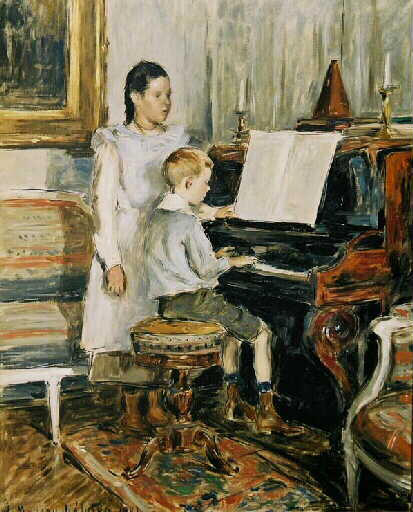
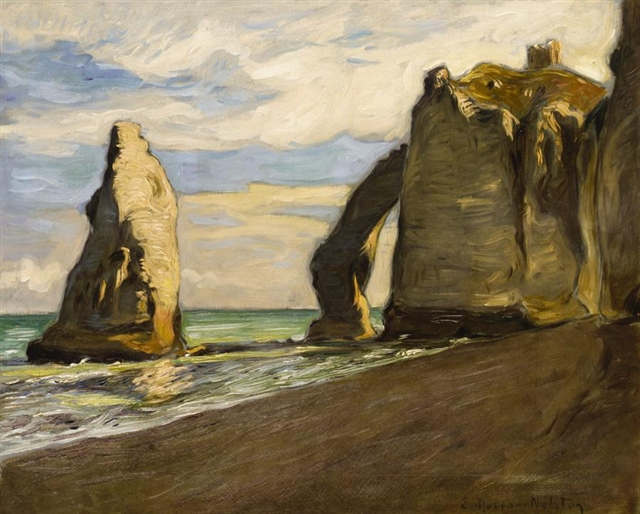
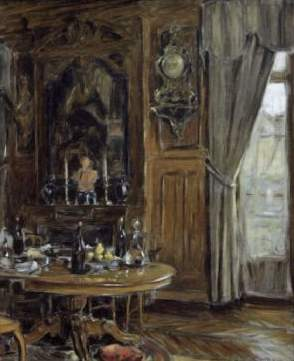
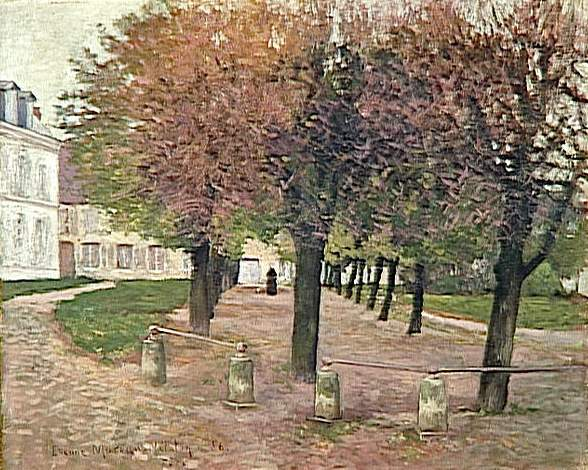
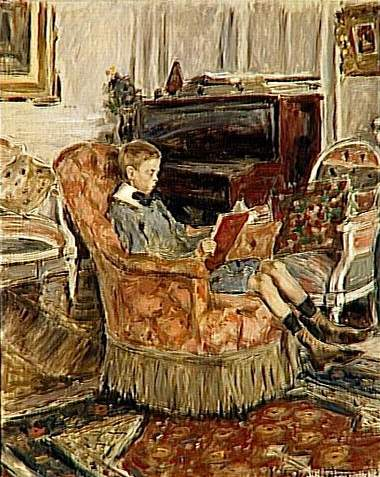

## جوائز
حصل على جوائز منها:
- جائزة المنافسة العامة  [لغات أخرى]‏ (1876)
- نيشان جوقة الشرف من رتبة ضابط